# Sumbangrejo
Sumbangrejo is een bestuurslaag in het regentschap Rembang van de provincie Midden-Java, Indonesië. Sumbangrejo telt 1227 inwoners (volkstelling 2010).